# Mario Méndez
Mario Méndez Olagüe (Guadalajara, 1979. június 1. – ) mexikói válogatott labdarúgó. 

## Pályafutása

### Klubcsapatban
Guadalajarában született. 1998 és 2003 között a Club Atlas csapatában játszott A 2004–05-ös szezonban a Deportivo Toluca játékosa volt. 2006-ban előbb a CF Monterrey, majd a Tigres UANL együttesét erősítette. 2007 és 2008 között Argentínában a Vélez Sarsfieldban szerepelt. 2008 és 2012 között ismét a Depotivo Toluca tagja volt, mellyel bajnoki címet szerzett. 2009-ben a Club Atlas, 2011-ben a CD Irapuato vette kölcsön. Az aktív játékot 2013-ban fejezte be. kezdte. 

### A válogatottban
2000 és 2008 között 37 alkalommal szerepelt az mexikói válogatottban és 1 gólt szerzett. Részt vett a 2004-es Copa Américán, a 2005-ös konföderációs kupán, a 2005-ös CONCACAF-aranykupán és a 2006-os világbajnokságon, illetve tagja volt a 2003-as CONCACAF-aranykupán aranyérmet szerző csapatnak is.

#### Gólja a válogatottban
| #  | Dátum            | Helyszín                               | Ellenfél | Eredmény | Végeredmény | Kiírás     |
| -- | ---------------- | -------------------------------------- | -------- | -------- | ----------- | ---------- |
| 1. | 2000. január 19. | Estadio Tecnológico, Monterrey, Mexikó | Románia  | 2–1      | 3–1         | Barátságos |

## Sikerei, díjai
Deportivo Toluca
- Mexikói bajnok (2): 2005 Apertura , 2008 Apertura

Mexikó
- CONCACAF-aranykupa győztes (1): 2003